# Kowalki (województwo warmińsko-mazurskie)
Kowalki (niem. Kowalken) – wieś w Polsce położona w województwie warmińsko-mazurskim, w powiecie gołdapskim, w gminie Gołdap.
W latach 1975–1998 miejscowość administracyjnie należała do województwa suwalskiego.

## Nazwa
Podczas akcji germanizacyjnej nazw miejscowych i fizjograficznych (tzw. chrzty hitlerowskie) utrwalona historycznie nazwa niemiecka Kowalken została w 1938 r. zastąpiona przez administrację nazistowską sztuczną formą Beierswalde.